# 唐牛健太郎

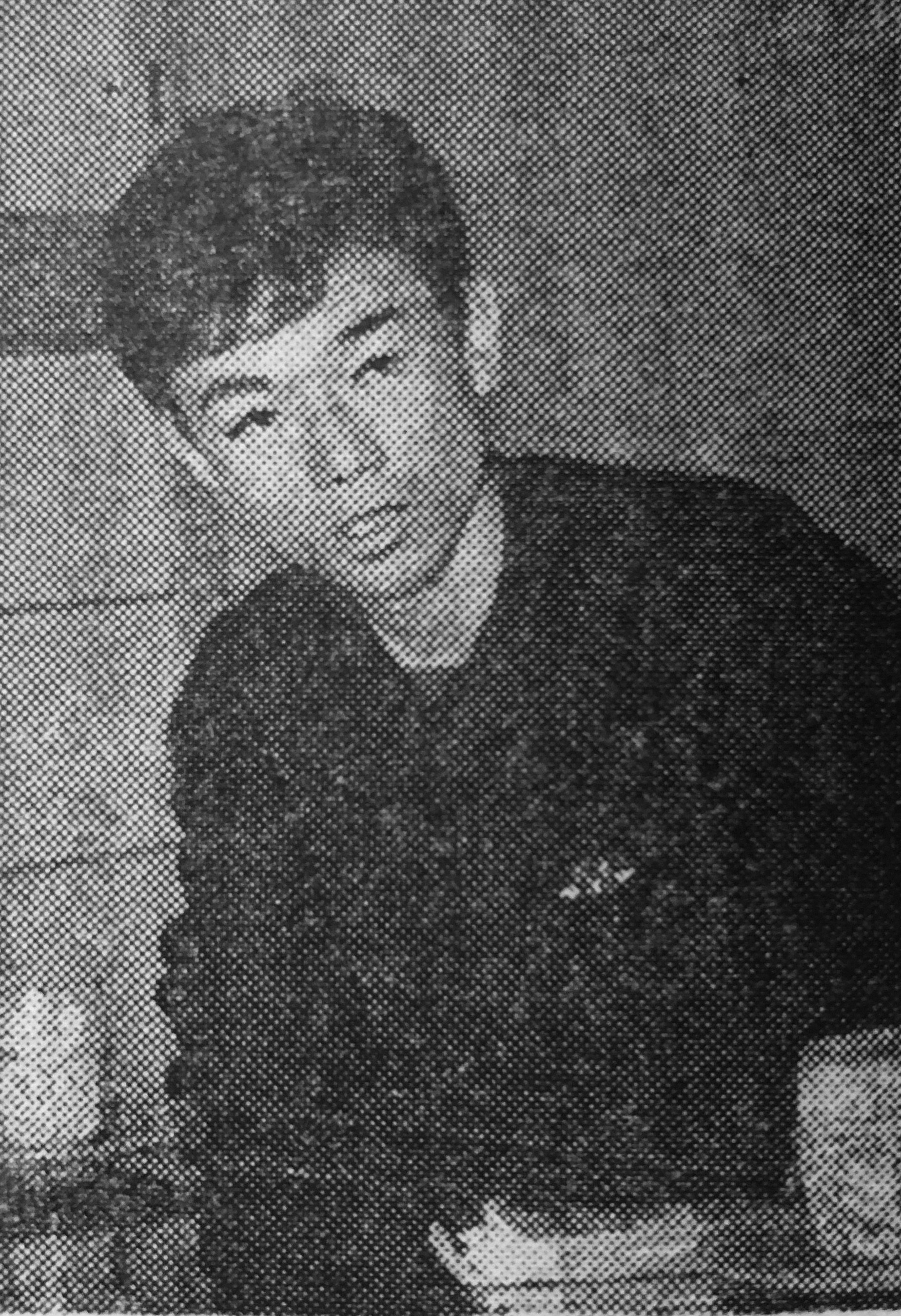
唐牛健太郎（1959年）

唐牛 健太郎（かろうじ けんたろう、1937年（昭和12年）2月11日 - 1984年（昭和59年）3月4日）は、日本の学生運動家。1960年安保闘争当時の全学連委員長。

## 経歴

### 北海道大学入学まで
北海道函館市に生まれる。幼少期に父親を亡くしてからは、郵便局の保険外交員をしていた母親によって女手一つで育てられた。湯川国民学校から函館市立湯川中学校へ進学し、1956年（昭和31年）に北海道函館東高等学校（現・市立函館高等学校）を卒業後は北海道大学教養部（文類）に入学する。同年中に大学を休学・上京して深川の印刷工場などで勤務しながら砂川闘争に参加した。翌年に勤務していた印刷工場が倒産したため、唐牛は函館に戻って材木屋に勤めたのち、北海道大学へ復学した。大学ではシナリオ研究会に入り、そこでは当時高校生だった保阪正康もシナリオ研究会の会員だった。
唐牛は教養部の自治会委員長に選出され、日本共産党に入党する。全学連の第11回定期全国大会では中央執行委員に選出されるが、その後に日本共産党が指導する安保闘争に限界を感じたためブント（共産主義者同盟）結成大会に参加する。

### ブント参加後〜連続逮捕
1959年（昭和34年）5月、ブント書記長の島成郎は唐牛を説得するために札幌を訪れた。島からの説得を受けた唐牛は全学連の中央執行委員長に就任したが、その場には唐牛の同期でのちに北海道大学の文学部長に就任する灰谷慶三の姿もあった。
全学連の中央執行委員長に就任した唐牛の最初の仕事は、当時の防衛庁長官だった伊能繁次郎による「東京大学にも造兵学科を設置する必要がある」と不用意に発言したことへの反対を示す、防衛庁前でのデモの指揮だった。当時22歳だった唐牛は公務執行妨害で逮捕され、10日間にわたって拘留された。唐牛が全学連の中央執行委員長に就任して僅か4日目の逮捕で、自身にとっては初めての拘置所体験だった。
1960年（昭和35年）1月、当時の内閣総理大臣である岸信介の渡米阻止と羽田空港ロビー占拠闘争で再び逮捕され、2月に保釈金を納付して出所した。この一連の騒動で逮捕された者は唐牛を含めて約80名にも及び、この時点で全学連は壊滅状態に陥ったが、逮捕を免れた幹部は書記長の島ら数名だけだった。唐牛の盟友である篠原浩一郎によれば、保釈された唐牛と篠原は田中清玄によって赤坂の中華料理の料亭「栄林」に呼び出され、「共産党にはくれぐれも気を付けろ」と念を押されたという。
さらに唐牛は4月に「1960年安保闘争」の前哨戦とも言われる国会デモ、いわゆる「4.26国会前バリケード突破闘争」（4.26国会突入闘争）によって3回目の逮捕となり、今度は11月までの長期拘留となり北海道大学を除籍される。このため、6月15日の東京大学の学生・樺美智子の死については拘置所で知ることとなる。その4日後に安保条約が自然承認されると、ブントの運動は急速に衰えていった。唐牛は釈放されないまま、7月に全学連委員長へ再選される。
唐牛が保釈で拘置所を出たのは11月5日で、安保条約の自然承認から5ヶ月近くが経過していた。その間に停滞するブント活動の隙を突いて現れたのが革命的共産主義者同盟全国委員会（革共同全国委、革共同）だった。

### 全学連委員長の辞任
1961年（昭和36年）1月、唐牛は突如として革共同に加盟して周囲を驚かせた。しかしこれが問題視され、同年7月に行われた全学連第17回定期全国大会では委員長の辞任を余儀なくされ、国際部長に格下げとなった。4月には最初の結婚をし、東京・江古田に所帯を構えた。
1962年（昭和37年）5月、唐牛はブントと革共同の野合を企て、共産主義学生同盟の結成を画策するが中止となる（共学同事件）。この失敗の責任をとって革共同全国委を脱退し、唐牛は政治活動から身を引くことになる。唐牛は全学連からも手を引き、安保闘争の公務執行妨害などを巡る裁判で控訴中だったものの、田中清玄の経営する石油販売会社（丸和産業株式会社）に嘱託の身分で入社した。
1963年（昭和38年）2月26日21時30分からTBSラジオで放送された、吉永春子製作のドキュメンタリー番組「ゆがんだ青春 - 全学連闘士のその後」では、全学連の財政部長の東原吉伸が島や唐牛が田中から400〜500万円ほどの資金援助をもらい、現在も田中の庇護にあることを暴露する音声が流れ、凄まじい反響を呼んだ。ただし、のちに東原に取材を行った佐野眞一は番組について「吉永による盗み録り」だとしている。
唐牛は1963年春に東京高裁で控訴棄却の判決を受け、宇都宮刑務所に収監され、同年11月に出所した。

### 実業家として
唐牛は1965年2月、太平洋を単独横断した堀江謙一と手を組んでヨット会社「堀江マリン」を設立する。江ノ島に「レッツ・ゴー・セーリングクラブ」を開き、初心者向けのヨットスクールを始めた。なお、事務所は東京・新橋に開設していたほか、江ノ島でバッティングセンターを経営していたこともあった。新橋の事務所では当時流行したアメリカ輸入の「スーパーボール」という非常に弾力性のある蛍光色のボールを販売していたという。1968年（昭和43年）1月には新橋に居酒屋「石狩」をオープンし、経営していた。この居酒屋は、現在ではニュー新橋ビルが建っている場所に位置していた。
同年冬には「石狩」の常連だった映像作家の阿部博久に勧誘され、トド撃ち名人の渋田一幸に弟子入りするため、北海道・紋別に出向いた。しかし翌年春に、「ヨットの学校の校長先生みたいなことをやっているのはもう飽き飽きした」と言い放ち、離婚して蒸発した。唐牛は東京から後妻と共に四国八十八ヶ所めぐり（1ヶ月間で27ヶ所まで到達）を経て、広島・鹿児島経由で与論島に渡った。沖縄が本土へ復帰するのは1972年 （昭和47年）のため、唐牛が訪問した時点では与論島が日本最南端の島だったが、唐牛は与論島を僅か1年半足らずで離れている。
1970年（昭和45年）には北海道を再訪し、厚岸で漁師見習いを始める。その頃には「ムツゴロウ」こと畑正憲が動物王国を開業する準備をしており、唐牛も手伝いに駆り出された。1971年（昭和46年）2月には本格的な漁師となるため、「トド撃ち」で縁のできた紋別に居を定め、約10年間もの長きに渡って滞在した。しかし、1977年（昭和52年）3月1日にソ連が一方的に200海里宣言を通告し、紋別で唐牛が乗り込んでいた船が減船の対象となったことも影響し、1978年（昭和53年）9月に41歳で漁師を廃業した。
その後は母の看病をするために函館へ戻った。函館滞在時に地元の建設会社へ就職したが、函館ではちょうど青函トンネルの建設中で、かつての全学連の仲間が青函トンネルの工事に携わっているだろうと噂されていた。しかし唐牛は既に40歳を超えて体力的に過酷な労働はできなかったため、水道管の工事現場を自転車で周回し、写真に撮る仕事に終始していた。看病を続けていた母親は1979年（昭和54年）に他界し、唐牛は函館にいる意味を失ったために再び上京する。1980年（昭和55年）4月には再度北海道に戻り、遠軽の北海道家庭学校を訪問しているが唐牛は活動家仲間へ「北海道家庭学校を創設した留岡幸助みたいな仕事がしたかった」と漏らしたことがあったという。
1981年（昭和56年）からは千葉県市川市に移住し、エルムというオフィスコンピュータ販売会社のセールスマンになった。当時のオフィスコンピュータは1000万円以上したために一般の企業では高嶺の花だったが、唐牛は全学連などでのリーダーシップと話術で営業成績がトップだった。
1982年（昭和57年）には旧知の仲だった島から徳洲会創業者の徳田虎雄を紹介（その場には徳田の秘書である能宗克行も同席した）された。1938年（昭和13年）生まれの徳田は唐牛の1年後輩で、徳田は医療改革のために政治を変えなければならないとの信念のもと、政界入りを決意した。唐牛はその後援を日本精工社長である今里広記に依頼し、今里は自民党の二階堂進に徳田を売り込んだ。
唐牛がエルムを退職したのは1982年（昭和57年）4月末で、同時に「炫耀社（げんようしゃ）」という会社を立ち上げ、不良少年の更正施設と国際医療センターの設立を構想したものの実現には至らなかった。5月には徳田の要請で札幌徳洲会病院設立に協力した。唐牛は北海道大学で同期だった元江別市議会議員の伊藤豪を頼って土地を探すよう依頼したところ、札幌市東部の白石に雪印乳業の創業者の一人である黒沢酉蔵の土地が余っていることがわかり、そこに病院を建てた。さらに唐牛は、埼玉県羽生市に徳洲会病院を建設するために奔走し、1983年（昭和58年）9月に徳洲会羽生総合病院を開院させた。建設するにあたっては札幌と同様に今里も尽力しており、病院の敷地は日本精工の工場跡地である。その後、唐牛は徳田の選挙準備運動のために喜界島（奄美大島の東方25km）へ向かい、第37回衆議院議員総選挙（1983年12月投票）において徳田は奄美群島選挙区から出馬するも保岡興治に僅差で敗れた。しかも唐牛の身体にはこの時点で直腸がんが発覚し、徳田の選挙期間中は東京・築地のがんセンターに入院中だった。

### ガン発覚〜晩年
がんセンター退院後は房総半島にある亀田総合病院に転院した。1983年（昭和58年）9月の退院後は東京・市ヶ谷の自宅に戻ったが、10月に再び喜界島に渡った際に再発が判明した。リンパ節切除のためにがんセンターを訪れて11月末には再入院したが、既にがんは唐牛の全身に転移していた。1984年（昭和59年）の年明けには青木昌彦の母親が慰問し、同じ頃には自民党の将来を担う若手ホープと目されていた加藤紘一や新自由クラブ元幹事長の西岡武夫、社会民主連合の菅直人が揃って見舞いに現れた。その後、唐牛は3人を引き連れてがんセンターの目の前にある高級料亭「新喜楽」で豪勢な食事をとったが、これが唐牛にとって最後の外出となった。
1984年（昭和59年）3月4日20時23分に直腸がんで逝去、47歳没。通夜は3月5日に東京・中野の宝仙寺で行われ、旧知の島や西部邁、田中や徳田など唐牛と晩年に交流があった人物を中心に姿を見せていたが、葬儀の最中に参列者の何者かが田中と唐牛の交わりをなじったことをきっかけに殴り合いの喧嘩が起こった。翌日の密葬の最中には、鳥島近海を震源とする震度4（マグニチュード7.6）の地震が発生した。
本葬は3月19日に青山葬儀所で雨が降る中、行われた。この日の東京の最低気温は1度で、雨は途中から雪に変わった。本葬には紋別から喜界島まで全国から弔問客が集まり、祭壇には紋別の漁師が寄せ書きした大漁旗が飾られていた。また、藤本敏夫が唐牛と交流があった関係で、藤本の妻である加藤登紀子が途中から駆けつけて「知床旅情」を歌った。

## その他
- 好きな女優は嵯峨美智子・田中裕子、好きな男優は高倉健・菅原文太だった。好きな歌手は藤圭子と小林旭、小説家では断然筒井康隆と述べていた[要出典]。
- 全学連の活動資金が底をついたため、唐牛は著名人の元を訪れて寄付を募った。その返答は様々で、鶴見俊輔からは10万円を受け取ったが、鶴見が安保に対する抗議のために大学を辞職すると鶴見の妻である横山貞子から「あの10万円、返してちょうだい」と催促の電話があったという。松本治一郎からは「いくら欲しいか?」と逆に聞かれ、唐牛が「20万」と吹っかけたところ、「2日後に来い」と返答された。唐牛が約束通り2日後に松本の元へ向かったところ、その場で20万円が唐牛に手渡された。森脇将光からは「話はわかったが自分は金貸しだ。質草を持って来い」と言われたため、使いに立った東原吉伸が自身の兄が所有していた壊れた自転車を持参すると、「これで結構」と10万円を渡されたという。なお、対応が最も酷かったのが清水幾太郎で、「今こそ国会へ」などと御託を並べるものの、唐牛に対しては全く資金を提供しなかった[4]ほか、寺山修司は唐牛に一度示した資金を引っ込めてしまった。このように、唐牛の活動は順調とは行かない面も少なからずあった。

## 評価
唐牛の晩年を見舞い、のちに自由民主党幹事長にも就任した加藤紘一は、唐牛の追想集にて「昔なら唐牛さんは、農民運動の名指導者になっていたのではないだろうか。人間を見る目の確かさ、鋭さ、暖かさは、保守・革新の枠を超え、われら『60年安保世代の親分』と呼ぶに相応しいものだった」との追悼文を寄せている。

## 評伝
- 『唐牛健太郎追想集』同刊行会、1986年
- 佐野眞一 『唐牛伝　敗者の戦後漂流』小学館、2016年